# محطة قطار بيت شيمش

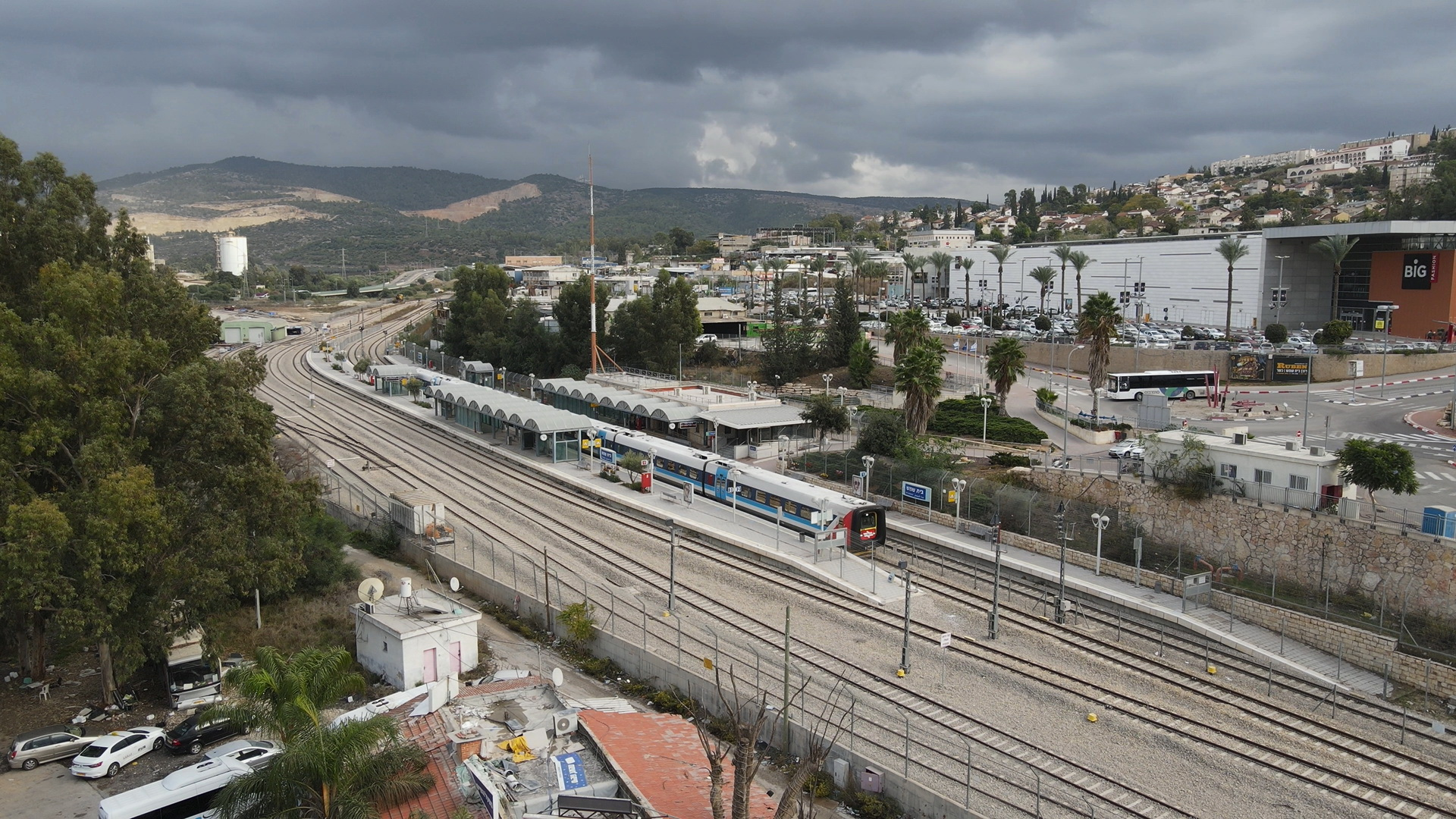
محطة قطار بيت شيمش 2020

محطة قطار بيت شيمش (بالعبرية: תחנת הרכבת בית שמש) هي محطة قطار في شبكة خطوط السكك الحديدية الإسرائيلية تخدم مدينة بيت شيمش وتقع في المنطقة الصناعية الشمالية. افتتحت المحطة في 13 سبتمبر 2003.

## تاريخ
بُنيت محطة قطار بيت شيمش إبان الحكم العثماني مع تشييد أول خط سكة حديد في البلاد بين يافا والقدس. منذ ذلك الحين حملت المحطة أسماءً مختلفة كان أولها دير آبان وهو الاسم الأصلي، والذي اُستبدل في أواخر الحكم البريطاني إلى «هار توف» على اسم مستعمرة يهودية قريبة. ظلّ موقع المحطة ثابتًا عند النقطة التي هي الآن الحد الشمالي لمدينة بيت شيمش بالقرب من الطريق 38. ومع ذلك فقد اُستبدل مبنى المحطة مرتين على الأقل، ووجه المحطة الحالي جديد تمامًا وليس له سوى اتصال ضعيف بماضي المحطة الغني.

## تصميم
يتضمن مبنى المحطة صالة ركاب كبيرة وممرًا تحت الأرض ورصيفًا جانبيًا ورصيفًا جزيرة.